# دنيستر
نهر دنيستر هو نهر يجري في شرق أوروبا. ينبع نهر دنيستر في أوكرانيا قرب مدينة دروهوبيتش قرب الحدود مع بولندا، ويصب في البحر الأسود. يشكل جزء من مساره جزءا من الحدود بين أوكرانيا ومولدوفا.
الخصائص
بلد الأصل: أوكرانيا، الكاربات
المصب: البحر الأسود
دول الحوض: أوكرانيا، مولدوفا
الطول: 1,362 كم (846 ميل)
ارتفاع المنبع: 1,000 م (3,300 قدم)
كمية التصريف: 310 M3 / ثانية (11,000 قدم مكعب / ثانية)
مساحة حوض النهر:68627 KM2 (26497 ميل مربع)